# Çetin Emeç Stadium
El Çetin Emeç Stadium (en turco: Çetin Emeç Stadyumu) es un estadio de fútbol ubicado en el distrito de Bayrampaşa, en Estambul, la ciudad más poblada de Turquía; y que actualmente es la sede de los equipos Bayrampaşa SK y Beyoğlu Yeni Çarşı SF.

## Historia
Fue inaugurado en 1970 con el nombre de Estadio Bayrampaşa, hasta que en 1990, luego de unas obras de renovación, cambió su nombre por el actual, tras la muerte del periodista y escritor Çetin Emeç. Fue sede del Istanbulspor AŞ entre 1996 y 2001 y en la temporada 2005-2006,y del İstanbul Büyükşehir Belediyespor entre 2003 y 2007.
Ha sido el estadio del Bayrampaşa SK desde 2009. Fue demolido en 2012 y reconstruido, con lo cual su capacidad se amplió en 2.000 personas.